# Saint-Perreux
Saint-Perreux è un comune francese di 1 211 abitanti situato nel dipartimento del Morbihan nella regione della Bretagna.

## Storia

### Simboli
Lo stemma di Saint-Perreux è stato adottato il 25 aprile 2002. Il verde ricorda il carattere rurale dell'area, la mitra, il pastorale e la croce processionale rappresentano san Petroc, patrono del comune.
La sbarre ondate d'azzurro reppresentano il fiume Oust e l'anguilla, emblema del paese, simboleggia la pesca. L'armellino è simbolo della Bretagna.

## Società

### Evoluzione demografica
Abitanti censiti